# Rodrigo Aragão
Rodrigo Aragão   (Guarapari, 1977) és un cineasta brasiler.

## Biografia
Nascut a Guaraparí, estat d'Espírito Santo, és fill d'un antic mag que també posseïa un petit cinema, va començar a treballar amb efectes especials de ben jove, després d'haver col·laborat en diversos curtmetratges i representacions de teatre.
El 2000 va crear l'espectacle de terror itinerant Mausoleum. El 2008 va filmar el seu primer largmetratge, Mangue Negro, utilitzant el manglar al fons de casa seva com a ubicació, a Guarapari. Rodada amb un pressupost de R$ 50 mil, la pel·lícula utilitzava el tema dels zombis per denunciar el problema de la degradació ambiental a la zona dels manglars.

## Filmografia
- 2008 - Mangue Negro
- 2011 - A Noite do Chupacabras
- 2013 - Mar Negro[5]
- 2015 - As Fábulas Negras[6]
- 2018 - A Mata Negra[7]
- 2020 - O Cemitério das Almas Perdidas[8]

## Premis
- Millor direcció per O Cemitério das Almas Perdidas no Fantaspoa.[9]
- Premi del Públic al Buenos Aires Rojo Sangre 2008 per Mangue Negro[10]
- Premi als millors efectes especials al Buenos Aires Rojo Sangre 2021 per O Cemitério das Almas Perdidas[11]